# Germaine Duparc
Germaine Duparc (* 11. März 1916 in Genf; † 6. Januar 2008 ebenda) war eine Schweizer Anthropologin, Pädagogin und Wegbereiterin der frühkindlichen Erziehung. Als Professorin für Erziehungswissenschaften prägte sie die Bildungslandschaft der Schweiz und setzte international Masstäbe in der Vorschulpädagogik. Duparc ermutigte zahlreiche Mädchen und junge Frauen, eine akademische Laufbahn einzuschlagen, und setzte sich für die Anerkennung ihrer Arbeit ein. Auch die ehemalige Bundesrätin Ruth Dreyfuss gehörte zu ihren Schülerinnen.

## Leben
Germaine Duparc wurde als einzige Tochter des Architekten Etienne Duparc und der Kindergärtnerin Emma Lugon geboren. Ihre Eltern vertraten humanistische Werte und waren der Reformpädagogik nahe. Sie besuchte ab 1921 die Versuchsschule Maison des Petits Palets, in der ihre Mutter unterrichtete, und schloss 1935 ihre Schulzeit mit der Matura an der Höheren Töchterschule in Genf ab.
Im Anschluss studierte Duparc Biologie an der Universität Genf mit den Schwerpunkten Anthropologie und Urgeschichte. 1937 schloss sie ihr Studium mit dem Lizenziat ab und promovierte 1942 bei Eugène Pittard. Parallel dazu assistierte sie in dessen Laboratorium. Aufgrund der damaligen Geschlechterrollen konnte Duparc keine feste Anstellung an einer Universität erhalten und unterrichtete von 1938 bis 1945 Naturwissenschaften am Collège Calvin. Ab 1940 nahm sie am Collège Calvin eine Stelle als Professorin für Naturwissenschaften an und war die erste Frau, die dort Jungen unterrichtete.
Germaine Duparc blieb unverheiratet und hatte keine Kinder. Sie pflegte eine enge Beziehung zu ihrer ehemaligen Schülerin Ruth Dreifuss, mit der sie bis in die 1990er-Jahre im Austausch stand.

## Wirken
1942 übernahmen Mina Audemars und Louise Lafendel die Leitung der Maison des Petits und boten Germaine Duparc an, ihre Nachfolge anzutreten. Nach dem Erwerb eines Diploms in Pädagogik (1943) und des Kindergärtnerinnenpatents (1944) führte sie die Schule von 1945 bis 1978. Ihr pädagogisches Konzept stellte die Bedürfnisse der Kinder in den Mittelpunkt des Lernprozesses. Dabei orientierte sie sich an den Prinzipien der Éducation nouvelle. Ihre Arbeit wurde durch zahlreiche Veröffentlichungen dokumentiert, darunter das Liederbuch "Chante, mon petit!".
Duparc gehörte zu den Gründerinnen des Schweizer Nationalkomitees der Organisation Mondiale pour l’Éducation Préscolaire (OMEP) und erhielt internationale Anerkennung.
Ab 1945 war Duparc Lehrbeauftragte am Institut Jean-Jacques Rousseau unter der Co-Leitung von Jean Piaget. Sie lehnte jedoch eine Mitarbeit in dessen Laboratorium für experimentelle Psychologie ab, um ihre Unabhängigkeit zu wahren. 1960 wurde sie zur Professorin für Erziehungswissenschaften ernannt und 1974 zur ordentlichen Professorin an der Fakultät für Psychologie und Erziehungswissenschaften der Universität Genf berufen. 1980 erhielt sie den Titel der Honorarprofessorin.
Trotz ihrer pädagogischen Laufbahn blieb Duparc ihrer ursprünglichen Passion für Anthropologie und Urgeschichte treu. Von 1938 bis Ende der 1960er-Jahre nahm sie regelmässig an archäologischen Ausgrabungen in der französischen Dordogne teil.

## Auszeichnungen und Ehrungen
Duparc war Teil des Projekts 100Elles, das bedeutende Frauen in der Geschichte Genfs würdigt, und wird dort als eine der einflussreichsten Pädagoginnen ihrer Zeit geführt.